# 比利亚雷霍德奥尔维戈
比利亚雷霍德奥尔维戈，是西班牙卡斯蒂利亚-莱昂莱昂省的一个市镇。 总面积36平方公里，总人口3412人（001年），人口密度95人/平方公里。